# Parafia św. Mikołaja w Królewie
Parafia św. Mikołaja w Królewie – parafia rzymskokatolicka w diecezji elbląskiej.
Do parafii należą wierni z miejscowości: Królewo, Kaczynos, Janówka, Krasnołęka i Zarzecze. Tereny te znajdują się w gminie Stare Pole, w powiecie malborskim, w województwie pomorskim.
Parafia została erygowana w 1340 roku. Kościół w Królewie został wybudowany w latach 1820–1821, konsekrowany 22 lipca 1821 roku.
Kaplica publiczna w Kaczynosie została wybudowana w 1981 roku, poświęcony 1982.

## Grupy parafialne
Odnowa w Duchu Świętym, Żywy Różaniec, Liturgiczna Służba Ołtarza